# A fegyver rossz végén
A fegyver rossz végén (eredeti címén: End of a Gun) 2016-ban bemutatott amerikai akciófilm, melyet Keoni Waxman rendezett, Steven Seagal főszereplésével.
Az Amerikai Egyesült Államokban 2016. szeptember 23-án mutatták be, Magyarországon 2018. február 1-jén a Film+-on játszották le magyar szinkronnal.

## Rövid történet
Decker, az egykori ügynök és egy általa megmentett gyönyörű nő egy drogbáró lefoglalt pénzét próbálja meg ellopni a rendőrségtől Párizsban.

## Szereplők
| Színész            | Szerep      | Magyar hang   |
| ------------------ | ----------- | ------------- |
| Steven Seagal      | Decker      | Csernák János |
| Florin Piersic Jr. | Gage        | Varga Gábor   |
| Jade Ewen          | Lisa Durant |               |
| Jacob Grodnik      | Trevor      |               |
| Jonathan Rosenthal | Luc         |               |